# Vásárosfalu
Vásárosfalu è un comune di 153 abitanti situato nella contea di Győr-Moson-Sopron, nell'Ungheria nordoccidentale.